# Вербицький Дмитро Анатолійович
Вербицький Дмитро Анатолійович (нар. 9 вересня 1980, Одеса, УРСР) — ексзаступник Генерального прокурора України, відсторонений від обов'язків на час розслідування, а згодом звільнений із посади.

## Життєпис

### Освіта
2002 року закінчив Одеську морську академію за спеціальністю «Правознавство», 2014 року закінчив Національну академію прокуратури України за спеціальністю «Правознавство», магістр права.

## Кар'єра
2003—2011 — помічник прокурора, слідчий, заступник прокурора Малиновського району м. Одеси.
2012—2013 — помічник прокурора, заступник прокурора районного рівня, заступник начальника управління нагляду за додержанням законів у прокуратурі Івано-Франківської області.
2013—2014 — заступник начальника першого слідчого відділу слідчого управління Головного слідчого управління Генеральної прокуратури України. З квітня по вересень 2014 року — заступник начальника відділу нагляду за додержанням законів у прокуратурі Одеської області.
2014—2015 — начальник відділу процесуального керівництва у прокуратурі Миколаївської області. З січня 2015 року по травень 2020 — начальник відділу, старший слідчий, слідчий у особливо важливих справах в прокуратурі Одеської області.
З травня по вересень 2020 року — заступник прокурора Одеської області. З жовтня 2020 року по вересень 2022 року — заступник керівника Одеської обласної прокуратури.
З 12 вересня 2022 року — заступник Генерального прокурора України.
1 липня 2024 року Генпрокурор України Андрій Костін звільнив Дмитра Вербицького з посади свого заступника за власним бажанням, проти якого НАБУ розпочало кримінальне провадження щодо можливого незаконного збагачення.
3 липня 2024 року Національне агентство з питань запобігання корупції (НАЗК) повідомило, що виявило ознаки набуття необґрунтованих активів у ексзаступника Генпрокурора Дмитра Вербицького на майже 29 млн грн. Йдеться про таке майно: автомобіль LEXUS ES 300H вартістю понад 960 тис. грн; автомобіль LEXUS NX 300H вартістю понад 480 тис. грн; автомобіль PORSCHE MACAN T вартістю 3,5 млн грн; будинок та земельна ділянка в Києві вартістю 16,3 млн грн; будинок та земельна ділянка в Одесі вартістю 10 млн грн; квартира та земельна ділянка в Анталії (Туреччина) вартістю 3,9 млн грн.

## Розслідування

### Елітне майно
Навесні 2024 року журналісти «Схем» з'ясували, що Вербицький живе в елітному котеджному містечку «Коник» у Києві, який його племінник купив за довіреністю від одеського бізнесмена за понад 2 млн грн, у 6 разів менше за його ринкову вартість. Після цього стосовно Вербицького було розпочато кримінальне провадження. Крім того, після резонансу народні депутати 216 голосами зі 150 необхідних викликали до ВРУ генпрокурора України Андрія Костіна для пояснень про походження статків заступника. Костін відмовився йти до парламенту, надіславши лист про службове розслідування щодо заступника, і перевірку з боку НАЗК. Далі Костін заявив, що не може відсторонити Вербицького від обов'язків на час розслідування, оскільки це не передбачено законом «Про прокуратуру».
Але 21 червня 2024 року Костін все ж відсторонив Вербицького від виконання обов'язків. У червні 2024 року стало відомо, що у дівчини Вербицького Христини Ільницької з'явилося елітне майно під час стосунків із Дмитром. У травні 2024 року подруга Вербицького придбала будинок в тому ж елітному котеджному містечку «Коник» в Києві, де жив і сам Вербицький, площею 240 м2 ринковою вартістю $1,2 млн. При цьому, за договором вона заплатила у 24 рази менше, ніж ринкова вартість.
У лютому 2024-го Ільницька купила авто Porsche Macan T 2023 року випуску за $100 тис., у цьому авто разом з нею їздив і Вербицький. При цьому, офіційний прибуток Ільницької за 2014—2024 роки склав 360 тис. грн.
1 липня Вербицького звільнили з посади «за власним бажанням».